# Temorites brevis
Temorites brevis is een eenoogkreeftjessoort uit de familie van de Bathypontiidae. De wetenschappelijke naam van de soort werd in 1900 voor het eerst geldig gepubliceerd door Georg Ossian Sars.